# Liste militärischer Abkürzungen (Englisch)
Die beiden offiziellen Sprachen in der NATO sind Englisch und Französisch. In militärischen Sprachgebrauch werden englische Begriffe, Abkürzungen und Akronyme oft neben oder an Stelle deutscher Begriffe verwendet. Diese Liste militärischer Abkürzungen (Englisch) enthält die militärischen Abkürzungen und Akronyme in englischer Sprache, welche nicht systematisch in andere Listen einzuordnen sind. 
Deutschsprachige Abkürzungen aus dem militärischen Bereich des deutschsprachigen Raumes befinden sich in der Liste militärischer Abkürzungen.
Begriffe aus der Luftfahrt, einschließlich der Militärluftfahrt sind in der Liste Abkürzungen/Luftfahrt enthalten.
Englischsprachigen Abkürzungen aus dem Bereich der Vereinten Nationen, einschließlich UN-geführter Missionen mit militärischer Beteiligung können der Liste der UN-Abkürzungen entnommen werden.

## A
| AAA     | Anti-Aircraft Artillery                                                               | Flugabwehrkanone                                                                                               |
| AAP     | Allied Administrative Publication                                                     | Alliierte administrative Druckschrift                                                                          |
| AAW     | Anti-Air Warfare                                                                      | Maritime Flugabwehr und Flugkörperbekämpfung                                                                   |
| ABDR    | Aircraft Battle Damage Repair                                                         | Gefechtsschadensbehebung an Luftfahrzeugen                                                                     |
| ABM     | Antiballistic Missile                                                                 | Raketenabwehr                                                                                                  |
| a/c     | Aircraft                                                                              | Luftfahrzeug                                                                                                   |
| ACC     | Air Command and Control                                                               | Führung von Luftstreitkräften                                                                                  |
| ACC     | Air Component Commander                                                               | Kommandeur Luftstreitkräfte                                                                                    |
| ACCS    | Air Command and Control System                                                        | NATO Air C2-System                                                                                             |
| ACM     | Air Combat Manoeuvre                                                                  | Luftkampfmanöver                                                                                               |
| ACM     | Airspace Control Means                                                                | Luftraumordnungsmittel                                                                                         |
| ACO     | Allied Command Operations                                                             | Alliiertes Oberkommando                                                                                        |
| AD      | Air Defence                                                                           | Luftverteidigung                                                                                               |
| ADatP   | Allied Data Publication                                                               | Alliierte Daten-Vorschrift                                                                                     |
| ADIZ    | Air Defense Identification Zone                                                       | |
| ADOLT   | Air Defence Operations Liaison Team                                                   | ehemaliges Verbindungselement der Luftverteidigungskräfte der Luftwaffe zu den Landstreitkräften (Korps-Ebene) |
| AEW     | Airborne Early Warning                                                                | Luftgestützte Frühwarnung                                                                                      |
| AFB     | Air Force Base                                                                        | Militärflugplatz                                                                                               |
| AGM     | Air-to-Ground Missile                                                                 | Luft-Boden-Rakete                                                                                              |
| AH      | Attack Helicopter                                                                     | Kampfhubschrauber                                                                                              |
| AI      | Airborne Intercept                                                                    | Abfangjagd |
| AI      | Air Interdiction                                                                      | Abriegelung aus der Luft                                                                                       |
| AIM     | Air Intercept Missile                                                                 | Luft-Luft-Rakete                                                                                               |
| AIRCOM  | Allied Air Command                                                                    | |
| AJF     | Allied Joint Force                                                                    | |
| AJP     | Allied Joint Publication                                                              | Alliierte streikraftgemeinsame Druckschrift                                                                    |
| ALARM   | Air-Launched Anti-Radar Missile                                                       | ALARM (Rakete)                                                                                                 |
| ALCM    | Air-Launched Cruise Missile                                                           | Marschflugkörper                                                                                               |
| ALO     | Air Liaison Officer                                                                   | Luftwaffenverbindungsoffizier                                                                                  |
| AMRAAM  | Advanced Medium-Range Air-to-Air Missile                                              | AIM-120 AMRAAM                                                                                                 |
| AO      | Area of Operations                                                                    | Einsatzraum, Operationsraum                                                                                    |
| AOA     | Amphibious Operations Area                                                            | Amphibisches Zielgebiet                                                                                        |
| AOB     | Air Order of Battle                                                                   | Gefechtsgliederung Luftstreitkräfte                                                                            |
| AOC     | Air Operations Centre                                                                 | Gefechtsstand für Luftkriegsführung                                                                            |
| AOCC    | Air Operations Coordination Centre                                                    | Verbindungselement der Luftstreitkräfte zur Koordination mit einem Korps oder Seestreitkräften                 |
| AOR     | Area of Responsibility                                                                | militärischer Verantwortungsbereich                                                                            |
| AP      | Allied Publication                                                                    | Alliierte Druckschrift                                                                                         |
| APOD    | Airport of Debarkation                                                                | Entladeflughafen (bei Verlegungen)                                                                             |
| APOE    | Airport of Embarkation                                                                | Verladeflughafen (bei Verlegungen)                                                                             |
| APP     | Allied Procedural Publication                                                         | Alliierte Verfahrens-Druckschrift                                                                              |
| APU     | Auxiliary Power Unit                                                                  | Hilfskrafterzeuger                                                                                             |
| ARM     | Antiradiation Missile                                                                 | |
| ARS     | Air Command and Control, Recognized Air Picture Production Center, Sensor Fusion Post | Control and Reporting Centre                                                                                   |
| Arty    | Artillery                                                                             | Artillerie |
| asap    | as soon as possible                                                                   | so schnell wie möglich                                                                                         |
| ASGW    | Advanced Security Gateway                                                             | |
| ASOC    | Air Support Operations Centre                                                         | ehemaliger Gefechtsstand Luftunterstützung (auf Korpsebene)                                                    |
| ASR     | Area Surveillance Radar                                                               | |
| ASTA    | Aircrew Synthetic Training Aids                                                       | Flugsimulator in den Eurofighterverbänden                                                                      |
| ASTERIX | All Purpose Structured Eurocontrol Surveillance Information Exchange                  | |
| ASE     | Aircraft Survivability Equipment                                                      | |
| ASUW    | Antisurface Warfare                                                                   | Teilgebiet der Seekriegsführung: Bekämpfung Objekten auf dem Wasser                                            |
| ASW     | Antisubmarine Warfare                                                                 | Teilgebiet der Seekriegsführung: Bekämpfung Objekten unter Wasser                                              |
| ATAF    | Allied Tactical Air Force                                                             | ehemalige Alliierte Taktische Luftflotte                                                                       |
| ATM     | Air Task Message                                                                      | (Einzel-)Einsatzbefehl für Luftkriegsmittel                                                                    |
| ATO     | Air Tasking Order                                                                     | |
| ATOC    | Air Tactical Operations Centre                                                        | ehemaliger Gefechtsstand für die Planung und Kontrolle von Luftangriffsoperationen                             |
| ATP     | Allied Tactical Publication                                                           | Alliierte Taktische Druckschrift                                                                               |
| AW      | Air Warfare                                                                           | |
| AWCIES  | ACCS-Wide Command Information Exchange Standard                                       | [ 2 ] |
| AWX     | All-Weather Fighter                                                                   | All-Wetter Jagdflugzeug                                                                                        |

## B
| BDA | Battle Damage Assessment  | Schadensfeststellung         |
| BMD | Ballistic Missile Defence | Abwehr Ballistischer Raketen |
| BXP | Border Crossing Point     | Grenzübergangsstelle         |

## C
| C2     | Command and Control                          |                                             |
| CAG    | Commander Air Group                          |                                             |
| CAOC   | Combined Air Operations Centre               |                                             |
| CAP    | Combat Air Patrol                            | Luftüberwachungseinsatz                     |
| CC     | Component Command                            |                                             |
| CEP    | Circular Error Probable                      | Streukreisradius                            |
| CIC    | Combat Information Centre                    | Operationszentrale                          |
| CINC   | Commander-in-Chief                           |                                             |
| CL     | Coordination Line                            | Koordinierungslinie                         |
| CO     | Commanding Officer                           |                                             |
| COMINT | Communications Intelligence                  | Fernmeldeaufklärung                         |
| COMJAM | Communications Jamming                       | Stören von Fernmeldeverbindungen            |
| COMSEC | Communications Security                      | Fernmeldesicherheit                         |
| COS    | Chief of Staff                               | Chef des Stabes                             |
| COTS   | Commercial Off-the-Shelf                     | handelsüblich                               |
| CP     | Command Post                                 | Gefechtsstand, Befehlsstelle                |
| CP     | Control Point                                | Kontrollpunkt                               |
| CPT    | Close Protection Team                        | Personenschutzkommando                      |
| CPX    | Command Post Exercise                        | Stabsrahmenübung                            |
| CRC    | Control and Reporting Centre                 | militärische Luftraumüberwachungszentrale   |
| CRMCS  | Central RADNET Monitoring and Control System | [ 3 ]                                       |
| CRP    | Control and Reporting Post                   | Radarstellung unter der Kontrolle eines CRC |
| CSAR   | Combat Search and Rescue                     | bewaffnete Suche und Rettung                |
| CVBG   | Aircraft Carrier Battle Group                | Flugzeugträgerkampfgruppe                   |

## D
| DCA   | Defensive Counter Air                     | Defensiver Kampf gegen das gegnerische Luftkriegspotential |
| DCAOC | Deployable Combined Air Operations Centre | verlegefähige Combined Air Operation Centres               |
| DCOS  | Deputy Chief Of Staff                     | Stellvertretender Stabschef                                |
| DOB   | Deployed Operating Base                   | Einsatzbasis                                               |
| DTG   | Date-Time Group                           | Datum/Zeit-Gruppe                                          |

## E
| EA    | Electronic Attack                   | Elektronische Gegenmaßnahmen            |
| EC    | Electronic Combat                   | Elektronischer Kampf                    |
| ECM   | Electronic Countermeasures          | Elektronische Gegenmaßnahmen            |
| ECCM  | Electronic Counter-Countermeasures  | Elektronische Schutzmaßnahmen           |
| ED    | Electronic Deception                | Elektronisches Täuschen                 |
| EE    | Emergency Establishment             | Personalstärke für den Einsatz (V-STAN) |
| ELINT | Electronic Intelligence             | Elektronische Aufklärung                |
| ELT   | Emergency Locator Transmitter       | Notfunkbake                             |
| EMCON | Emission Control                    | Funkstille                              |
| EO    | Electro-Optical                     |                                         |
| EO    | Explosive Ordnance                  | Explosivstoffe, Munition                |
| EOB   | Electronic Order of Battle          | Elektronische Lage                      |
| EOD   | Explosive Ordnance Disposal         | Kampfmittelbeseitigung                  |
| EOR   | Explosive Ordnance Reconnaissance   | Kampfmittelerkundung                    |
| ESM   | Electronic Warfare Support Measures | Elektronische Unterstützungsmaßnahmen   |
| EW    | Early Warning                       | Frühwarnung                             |
| EW    | Electronic Warfare                  | Elektronische Kampfführung              |

## F
| FAC  | Forward Air Controller            |                                              |
| FEBA | Forward Edge of Battle Area       | Vorderer Rand der Verteidigung               |
| FEZ  | Fighter Engagement Zone           | Einsatzzone für Jagdfliegerkräfte            |
| FLIR | Forward Looking Infrared          |                                              |
| FLOT | Forward Line of Own Troops        | Sicherungslinie                              |
| FMS  | Foreign Military Sales            |                                              |
| FOB  | Forward Operating Base            | Einsatzbasis                                 |
| FOL  | Forward Operating Location        | Einsatzbasis                                 |
| FSCL | Fire Support Coordination Line    | Koordinierungslinie für Unterstützungsfeuer  |
| FSCM | Fire Support Coordination Measure | Koordinierungsmittel für Unterstützungsfeuer |
| FY   | Financial Year                    | Haushaltsjahr                                |

## G
| GCA   | Ground-Controlled Approach         | Anflugkontrolle           |
| GCI   | Ground-Controlled Interception     | Jägerleitung vom Boden    |
| GDP   | General Defence Plan               | Verteidigungsplan         |
| GIADS | German Improved Air Defence System |                           |
| GLO   | Ground Liaison Officer             | Heeresverbindungsoffizier |

## H
| HAS    | Hardened Aircraft Shelter | Flugzeugschutzbau                  |
| HE     | High Explosive            | hochexplosiv                       |
| HNS    | Host Nation Support       | Unterstützung durch die Gastnation |
| HQ     | Headquarters              | Hauptquartier                      |
| HUMINT | Human Intelligence        |                                    |
| HVT    | High-value target         |                                    |

## I
| IADS  | Integrated Air Defence System      | Integriertes Luftverteidigungssystem          |
| ICBM  | Intercontinental Ballistic Missile | Interkontinentalrakete                        |
| IED   | Improvised Explosive Device        | Unkonventionelle Spreng- und Brandvorrichtung |
| IFF   | Identification, Friend or Foe      | Freund-Feind-Erkennung                        |
| IMINT | Imagery Intelligence               | Abbildende Aufklärung                         |
| INS   | Inertial Navigation System         | Trägheitsnavigationssystem                    |
| INTEL | Intelligence                       | Militärisches Nachrichtenwesen                |
| IP    | Initial Point                      | Ablaufpunkt                                   |
| IR    | Infrared                           | Infrarot                                      |
| IRCM  | Infrared Countermeasures           |                                               |

## J
| J    | Joint Staff               | Streitkräftegemeinsamer Stab |
| JFAC | Joint Force Air Component | Luftstreitkräfte             |
| JFC  | Joint Force Command       |                              |

## L
| LCC   | Land Component Command               | Kommando Landstreitkräfte |
| LGB   | Laser-Guided Bomb                    | Lasergelenkte Bombe       |
| LOMEZ | Low-Altitude Missile Engagement Zone |                           |

## M
| MANPADS | Man Portable Air Defense System        |                            |
| MASINT  | Measurement and Signature Intelligence |                            |
| MAW     | Missile Approach Warner                | Raketenwarngerät           |
| MBT     | Main Battle Tank                       | Kampfpanzer                |
| MCC     | Maritime Component Commander           | Kommandeur Seestreitkräfte |
| MILSPEC | Military Specification                 | (US) Militärische Norm     |

## N
| NADGE     | NATO Air Defence Ground Environment          | Bodengestütztes Luftverteidigungsnetzwerk der NATO   |
| NAEW&CS   | NATO Airborne Early Warning & Control System | Luftgestütztes Frühwarn- und Kontrollsystem der NATO |
| NARFA DEU | National Radio Frequency Agency - Germany    | NATO-Bezeichnung für militärische Frequenzverwaltung |
| NATINAD   | NATO Integrated Air Defence                  | Integrierte Luftverteidigung der NATO                |
| NATINADS  | NATO Integrated Air Defence System           | Integriertes Luftverteidigungssystem der NATO        |
| NATO      | North Atlantic Treaty Organization           |                                                      |
| NCO       | Non-commissioned Officer                     | Unteroffizier                                        |
| NFA       | No-Fire Area                                 | Feuersicherheitsraum                                 |
| NFZ       | No-Fly Zone                                  | Flugverbotszone                                      |
| NVD       | Night Vision Device                          | Nachtsichtgerät                                      |
| NVG       | Night Vision Goggle                          | Nachtsichtbrille                                     |

## O
| OCA   | Offensive Counter-Air Operation | Offensiver Kampf gegen das gegnerische Luftkriegspotential |
| OF    | Officer                         | Offizier                                                   |
| OFF   | Officer                         | Offizier                                                   |
| OHQ   | Operation Headquarters          |                                                            |
| Op    | Operation                       | Operation (Militär)                                        |
| OPCOM | Operational Command             | (Grad der Befehlsbefugnis eines NATO Kommandeurs)          |
| OPCON | Operational Control             | (Grad der Befehlsbefugnis eines NATO Kommandeurs)          |
| OPFOR | Opposing Forces                 | gegnerische Streitkräfte                                   |
| OPLAN | Operation Plan                  | Operationsplan                                             |
| OPORD | Operation Order                 | Operationsbefehl                                           |
| ORBAT | Order of Battle                 | Schlachtordnung                                            |
| OSINT | Open Source Intelligence        |                                                            |
| OTC   | Officer in Tactical Command     |                                                            |
| OTH   | Over-the-Horizon                | über den Horizont                                          |

## P
| PE  | Peacetime Establishment        | Friedensgliederung (F-STAN)                    |
| PfP | Partnership for Peace          | Partnerschaft für den Frieden                  |
| PGM | Precision-Guided Munition      | Präzisionsgelenkte Munition                    |
| Pk  | Kill Probability               | Statistischer Wert für die Wirkung einer Waffe |
| PLB | Personal Locator Beacon        | Notfunkbake                                    |
| POC | Point of Contact               | Ansprechstelle                                 |
| POE | Point of Embarkation           | Verladeort (bei Verlegungen)                   |
| POD | Point of Disembarkation        | Entladeort (bei Verlegungen)                   |
| POL | Petroleum, Oils and Lubricants | Logistik: Treibstoffe, Öle und Schmierstoffe   |
| POV | Privately-owned Vehicle        | Privatfahrzeug                                 |
| POW | Prisoner of War                | Kriegsgefangener                               |
| PR  | Personnel Recovery             | Rückführung von Personal                       |
| PRF | Pulse Repetition Frequency     | Impulsfolgefrequenz                            |
| PSO | Peace Support Operation        |                                                |

## Q
| QRA (I) | Quick Reaction Alert (Interceptors) | Alarmrotte              |
| QRF     | Quick Reaction Force                | Schnelle Eingreiftruppe |

## R
| RA   | Rear Area                      | Rückwärtiges Armeegebiet      |
| RADC | Regional Air Defence Commander |                               |
| R&D  | Research and Development       | Forschung und Entwicklung     |
| RAS  | Replenishment at Sea           | Seeversorgung                 |
| RCC  | Rescue Coordination Centre     | Rettungskoordinierungszentrum |
| RCS  | Radar Cross-Section            | Radarquerschnitt              |
| RCZ  | Rear Combat Zone               | Rückwärtiger Raum             |
| RPA  | Remotely Piloted Aircraft      | Ferngesteuertes Luftfahrzeug  |

## S
| SA       | Situational Awareness                   | Situationsbewusstsein                                |
| SAM      | Surface-to-Air Missile                  | Luft-Boden Rakete                                    |
| SAR      | Search and Rescue                       |                                                      |
| SAR      | Synthetic Aperture Radar                |                                                      |
| SEAD     | Suppression of Enemy Air Defences       |                                                      |
| SHAPE    | NATO-Hauptquartier in Europa            |                                                      |
| SHORAD   | Short Range Air Defence                 |                                                      |
| SHORADEZ | Short Range Air Defence Engagement Zone |                                                      |
| SIF      | Selective Identification Feature        | Freund-Feind-Erkennung                               |
| SIGINT   | Signals Intelligence                    | Fernmelde- und Elektronische Aufklärung              |
| SLM      | Surface Launched Medium Range           | bodengestützte Flugabwehrrakete mittlerer Reichweite |
| SO       | Staff Officer                           | Stabsoffiziere                                       |
| SOF      | Special Operations Force                | Spezialeinheit                                       |
| SPOD     | Seaport of Debarkation                  | Zielhafen (bei Verlegungen)                          |
| SPOE     | Seaport of Embarkation                  | Verladehafen (bei Verlegungen)                       |
| Sqn      | Squadron                                | Staffel (Militär)                                    |

## T
| TACEVAL | Tactical Evaluation                | Taktische Überprüfung von Einheiten durch die NATO |
| TACP    | Tactical Air Control Party         | Fliegerleittrupp                                   |
| TAR     | Tactical Air Reconnaissance        | Taktische Luftaufklärung                           |
| TF      | Task Force                         | Task Force (Militär)                               |
| Tgt     | Target                             | Ziel (Militär)                                     |
| TIM     | Toxic Industrial Materials         |                                                    |
| TMD     | Theatre Missile Defense            |                                                    |
| TOT     | Time On Target                     |                                                    |
| TTP     | Tactics, Techniques and Procedures | Taktiken, Techniken und Verfahren                  |
| TX      | Transmitter                        | Sendeanlage                                        |

## U
| UAS | Unmanned Aircraft System      | Unbemanntes Luftfahrzeug-System |
| UAV | Unmanned Aerial Vehicle       | Unbemanntes Luftfahrzeug        |
| UXO | Unexploded Explosive Ordnance | Blindgänger                     |

## W
| WEZ | Weapon Engagement Zone | Waffeneinsatzzone (Luftverteidigung) |
| WHQ | War Headquarters       | Kriegshauptquartier                  |